# Estació d'Ourense
L'Estació d'Ourense, també coneguda com a Ourense-Empalme, és l'estació de tren d'Adif més important de la ciutat d'Ourense i de Galícia a causa de la confluència de les línies ferroviàries Monforte-Redondela (P.K. 45,885) i Medina del Campo-La Corunya (P.K. 248,703) i el nus distribuïdor més important de Galícia actualment.
Des del 10 de desembre de 2011 hi paren trens d'alta velocitat que fan el recorregut La Corunya-Santiago de Compostel·la-Ourense i des de 2021 serveis AVE a Madrid.

## Trens

### Mitjana Distància Renfe
| origen/destinació          | <                | línia | >                     | destinació/origen |
| -------------------------- | ---------------- | ----- | --------------------- | --- |
| Santiago de Compostela     | A Frieira-Maside | G-2   | Ourense-San Francisco | Puebla de Sanabria Zamora                                                                                                   |
| Vigo                       | Barbantes        | G-3   | Os Peares             | Monforte de Lemos Ponferrada Lleó                                                                                           |
| Estació de Ourense-Empalme |                  | G-4   | Os Peares             | La Corunya (Via Monforte-Lugo) (només dissabtes i diumenges destinació La Corunya, divendres i diumenge destinació Ourense) |

### Llarga Distància Renfe

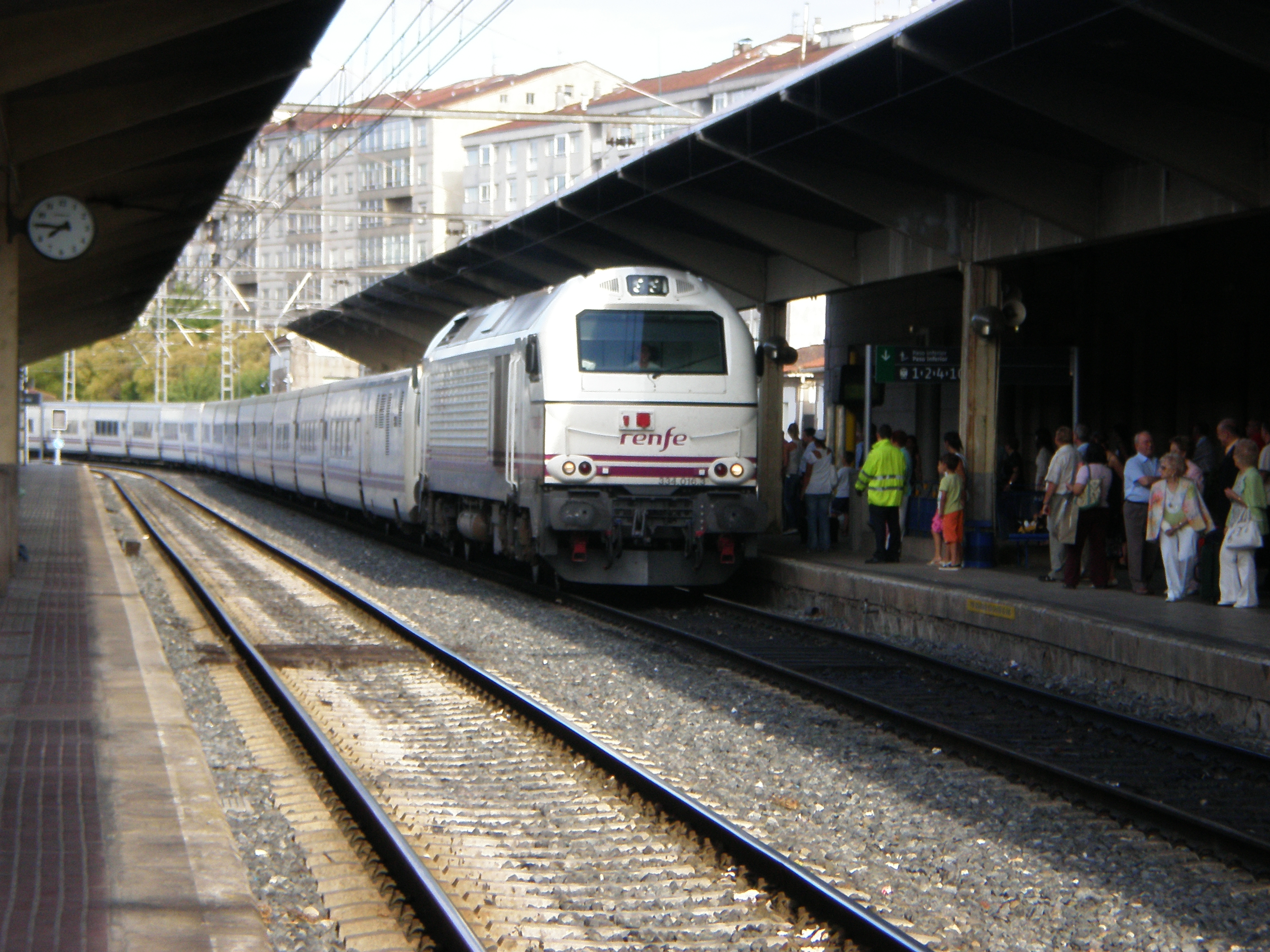
Talgo entrant a Ourense

Els trens que venen de Madrid o del País Basc i paren aquí es divideixen en dos per continuar cap a La Corunya o cap Vigo i Pontevedra. Aquesta divisió fa que un d'ells estigui aturat durant 15-20 minuts. És important assenyalar que la línia que s'adreça a Santiago de Compostel·la i La Corunya com també la línia que procedeix de Zamora no estan electrificades, però si la línia Vigo-Monforte de Lemos, pel que qualsevol tren que portés locomotora elèctrica ha de canviar per una dièsel si vol agafar la línia cap Santiago de Compostel·la o Zamora.
| Tren                    | <<                    | >>                                |
| ----------------------- | --------------------- | --------------------------------- |
| Alvia                   | Vigo-Guixar           | Barcelona-Sants                   |
| Talgo                   | Pontevedra La Corunya | Madrid-Chamartín Alacant Terminal |
| Arco Camino de Santiago | La Corunya            | Hendaia                           |
| Arco Camino de Santiago | Vigo-Guixar           | Bilbao-Abando                     |
| Trenhotel Rías Gallegas | Pontevedra La Corunya | Madrid-Chamartín                  |
| Trenhotel Galicia       | Vigo-Guixar           | Barcelona-Sants                   |

L'estació d'Ourense-Empalme està connectada gràcies a trens de llarga distància amb les estacions següents: La Corunya-San Cristóbal, Santiago de Compostel·la, Lalín, O Carballiño, Pontevedra, Vigo-Guixar, Redondela, O Porriño, Tui, Guillarei, Ribadavia, Monforte de Lemos, San Clodio-Quiroga, A Rúa-Petín, O Barco de Valdeorras, Ponferrada, Bembibre, Astorga, Lleó, Sahagún, Palència, Burgos-Rosa de Lima, Miranda de Ebro, Vitòria, Altsasu, Zumarraga, Donòstia-Sant Sebastià, Irun, Hendaia, Laudio, Bilbao-Abando, Pamplona, Tafalla, Castejón de Ebro, Tudela, Saragossa-Delicias, Lleida Pirineus, Camp de Tarragona, Barcelona-Sants, A Gudiña, Puebla de Sanabria, Zamora, Medina del Campo, Segòvia-Guiomar, Àvila, Villalba de Guadarrama, Madrid-Chamartín, Madrid-Atocha Cercanías, Alcázar de San Juan, Albacete, Almansa, Villena, Elda-Petrer, Alacant Terminal.